# Maestro di Borgomanero

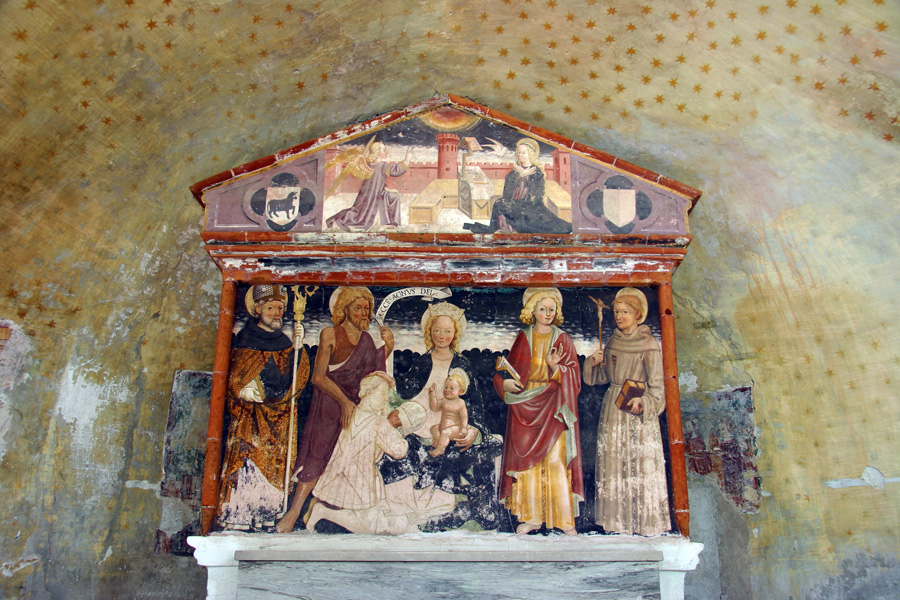
Ancona d'altare, pieve di san Giovanni Battista, Vespolate

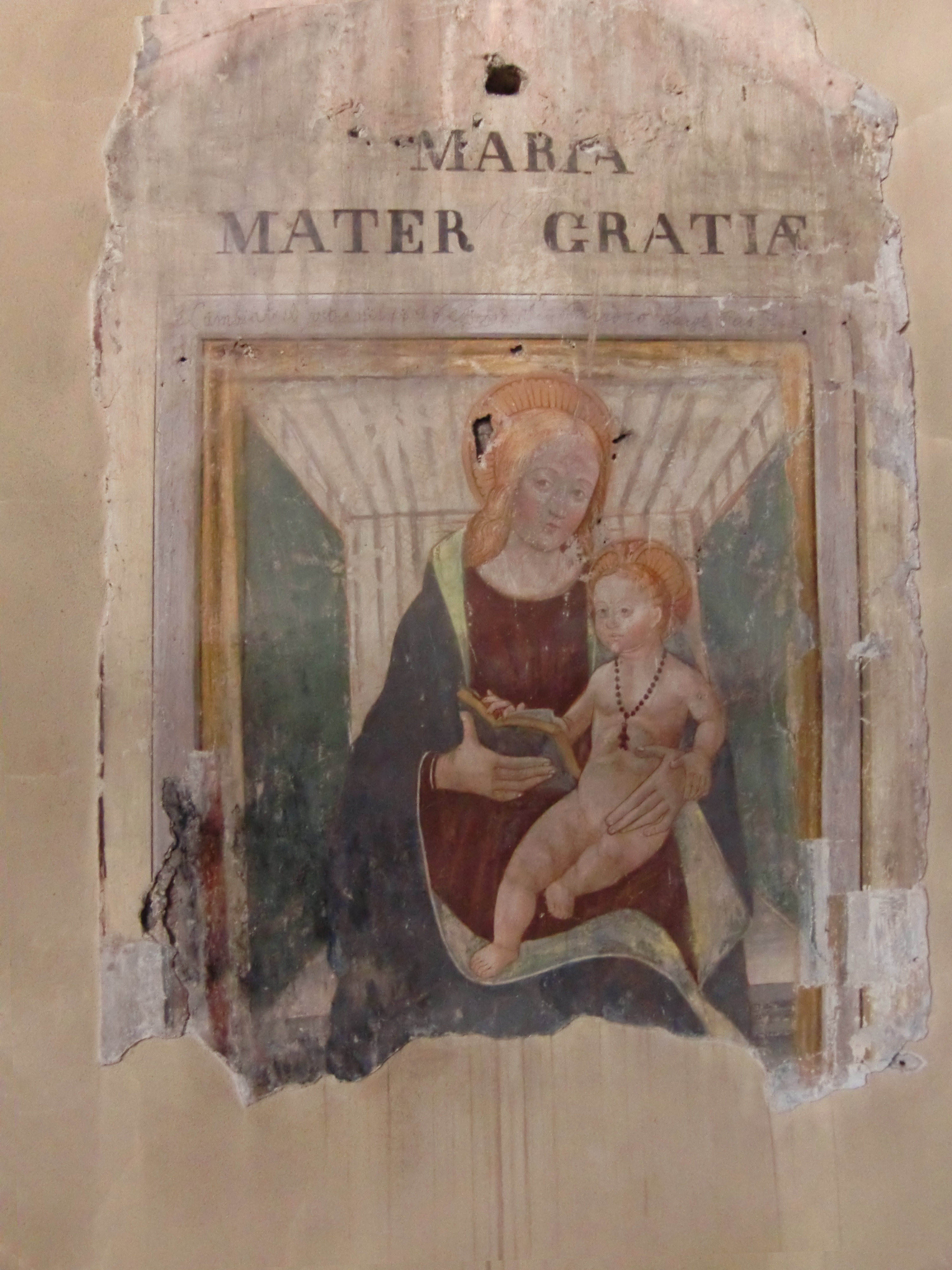
Madonna con il Bambino che legge, chiesa di san Vittore, Agrate Conturbia

Il Maestro di Borgomanero, o Anonimo di Borgomanero (attivo negli ultimi decenni del XV secolo), fu un pittore italiano operante in Provincia di Novara nella decorazione a fresco di numerose chiese, di cultura tardo gotica, ma attento alle novità della pittura rinascimentale milanese.

## Biografia ed opere
L'anonimo maestro attivo nel Novarese deve il suo nome convenzionale di "Maestro di Borgomanero" ad una firma frammentaria posta sopra un affresco che recita: [...] de Burgimainerio pinxit. L'affresco in questione si trova nell'oratorio di san Giacomo a Bogogno e raffigura un Matrimonio mistico di santa Caterina. 

Il pittore s'inserisce nel contesto della produzione artistica di gusto popolare proprio delle botteghe di frescanti novaresi impegnate a soddisfare una committenza che, tra la fine del XV e l'inizio del XVI secolo, coinvolge un numero straordinario di chiese ed oratori campestri. Il suo linguaggio pittorico, pur ripercorrendo stilemi tardo gotici, mostra di volersi confrontare con le nuove lezioni rinascimentali provenienti dall'area milanesi.
Gli è stata attribuita una bella ancona fittile presente a Vespolate, sull'altare della pieve di san Giovanni Battista. Vi è raffigurata una Madonna col Bimbino benedicente, tra san Gaudenzio, san Giovanni Battista che introduce il donatore, san Giovanni Evangelista e san Francesco; nel timpano dell'ancona è presente una Annunciazione posta tra due stemmi nobiliari. In merito alla identità del donatore si è ipotizzato che possa essere un membro della famiglia Cavallazzi, feudatari locali (il loro stemma compare nel timpano)
Oltre alle due opere citate, la lista delle attribuzioni comprende
tra gli affreschi visibili in situ:
- Madonna col Bambino e due angeli musicanti, chiesa di Santa Maria, Suno;
- Madonna del latte, oratorio di san Rocco, Borgomanero;
- Madonna delle Grazie, chiesa di san Giuseppe, Borgomanero, 1484;
- Madonna con il Bambino che legge, chiesa di san Vittore, Agrate Conturbia;

Sarebbero dell'Anonimo di Borgomanero anche alcuni affreschi strappati e conservati oggi nel Broletto di Novara:
- affreschi già nel castello di Brona (1479)
- Committenti della famiglia Tornielli che rendono omaggio alla Vergine, già nell'oratorio di san Clemente di Barengo
- Cristo con gli Apostoli, già nella chiesa di Sant'Andrea di Novara.

Il linguaggio pittorico del Maestro di Borgomanero è stato avvicinato dalla critica a quello di Giovanni Antonio Merli.